# Mike Arnold
Pour les articles homonymes, voir Arnold.
Mike Arnold, né le 21 janvier 1969, est un sauteur à ski est-allemand.

## Biographie
Il est champion du monde junior par équipes en 1987 et également médaillé d'argent en individuel, derrière Ari-Pekka Nikkola. La même année, il reçoit son unique sélection pour un événement international sénior aux Championnats du monde qui ont lieu en Allemagne de l'Ouest à Oberstdorf, pour y prendre notamment la sixième place au grand tremplin.

## Palmarès

### Championnats du monde
| Épreuve / Édition | Oberstdorf 1987 |
| Petit tremplin    | 26e             |
| Grand tremplin    | 6e              |
| Par équipes       | 5e              |

### Championnats du monde junior
- Championnats du monde junior 1987 à Asiago :
  -  Médaille d'or par équipes.
  -  Médaille d'argent en individuel.